# Landkreis Altenkirchen (Westerwald)
Der Landkreis Altenkirchen (Westerwald) ist eine Gebietskörperschaft im nördlichen Rheinland-Pfalz und liegt zwischen den Metropolregionen Rhein-Ruhr und Rhein-Main. Sitz der Kreisverwaltung ist die namengebende Stadt Altenkirchen (Westerwald), die bevölkerungsstärkste Stadt ist Betzdorf.

## Geographie
Die Fläche des Landkreises Altenkirchen (Westerwald) beträgt 642 Quadratkilometer.

### Lage
Der Landkreis Altenkirchen ist der nördlichste Kreis in Rheinland-Pfalz. Er umfasst den nördlichen Teil des Westerwaldes sowie den südwestlichen Teil des Siegerlandes (sogenannter „Oberkreis“). Das nach der Grafschaft Wildenburg benannte Wildenburgische Land liegt nördlich der Sieg. Weitere Flüsse im Kreisgebiet sind die Wied und die Nister.

### Nachbarkreise
Der Landkreis grenzt im Uhrzeigersinn im Westen beginnend an den Rhein-Sieg-Kreis, den Oberbergischen Kreis, den Kreis Olpe und den Kreis Siegen-Wittgenstein (alle in Nordrhein-Westfalen) sowie an den Westerwaldkreis und den Landkreis Neuwied (beide in Rheinland-Pfalz).

## Geschichte
Das heutige Kreisgebiet gehörte vor 1803 zu verschiedenen Herrschaften, u. a. den Grafschaften Sayn-Altenkirchen und Sayn-Hachenburg, der Herrschaft Wildenburg (bereits 1418 ausgestorben, ihre Besitzungen kamen später an die Fürsten von Hatzfeld) und die Kurfürstentümer Köln und Trier. Alle Gebiete wurden 1815 preußisch. Der Staat Preußen gliederte seine Provinzen in Regierungsbezirke und Kreise. So entstand 1816 der Kreis Altenkirchen im Regierungsbezirk Coblenz. Die preußische Verwaltung gliederte den Kreis in die Bürgermeistereien Altenkirchen, Daaden, Flammersfeld, Friesenhagen, Gebhardshain, Hamm, Kirchen, Weyerbusch und Wissen. Die früheren Herrschaften Wildenburg und Schönstein wurden 1821 zu Standesherrschaften erhoben, aber bereits 1839 wieder dem Landrat von Altenkirchen unterstellt. Die Bürgermeistereien wurden 1927 in Ämter umbenannt und bestanden bis 1968. Aus ihnen entstanden die Verbandsgemeinden. Aus dem „Kreis Altenkirchen“ wurde nach dem Zweiten Weltkrieg der „Landkreis Altenkirchen“, umgangssprachlich ist auch heute noch die Bezeichnung „Kreis Altenkirchen“ häufig im Gebrauch. Im März/April 1945 kämpften hier, nach der Eroberung der Brücke von Remagen, amerikanische Einheiten mit der Wehrmacht.
Die Grenzen des Landkreises wurden im Laufe der Geschichte nur unwesentlich verändert. So wurde am 7. November 1970 die Gemeinde Berod bei Hachenburg aus dem Oberwesterwaldkreis umgegliedert. Am selben Tag wurde der Ortsteil Heckenhahn der Gemeinde Rott in den Landkreis Neuwied umgegliedert.
Seit 1946 gehört der Landkreis Altenkirchen zum Land Rheinland-Pfalz.
Wirtschaftlich blickt der Landkreis auf eine Geschichte des Bergbaus zurück (siehe Liste von Bergwerken im Landkreis Altenkirchen).

### Einwohnerstatistik

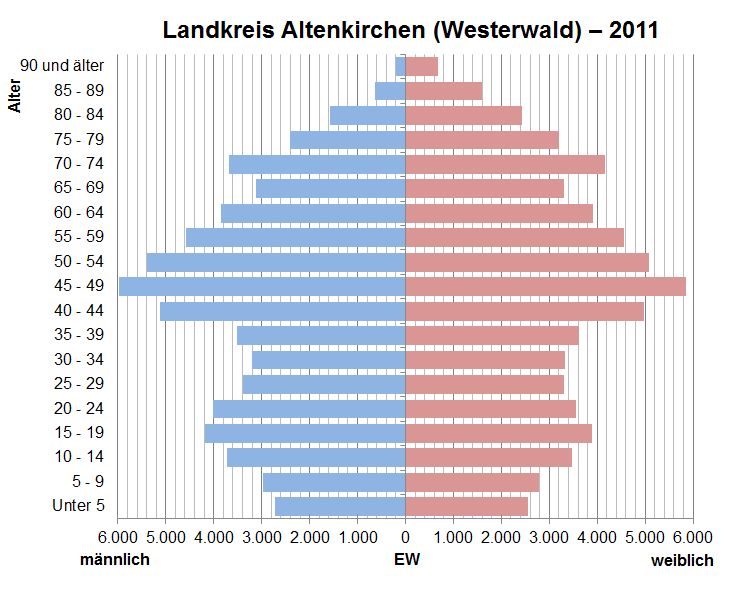
Bevölkerungspyramide für den Kreis Altenkirchen (Westerwald) (Datenquelle: Zensus 2011)

Per 31. Dezember 2024 zählte der Landkreis Altenkirchen (Westerwald) 132.125 Einwohner. Die Bevölkerungsdichte bezifferte sich am Stichtag auf 206 Einwohner pro Quadratkilometer. Ende 2013 gab es im Landkreis mehr Frauen (50,7 Prozent) als Männer (49,3 Prozent). Der Altenquotient übertrifft mit 34,9 Prozent den Jugendquotienten (31,9 Prozent).
Der Ausländeranteil (gemeldete Einwohner ohne deutsche Staatsangehörigkeit) belief sich am 31. Dezember 2013 auf 5,1 Prozent (6.609 Personen). Zu den am stärksten vertretenen Nationalitäten zählen vornehmlich Einwohner aus der Türkei, Polen, Italien, Kosovo, Russland, Griechenland, Serbien, Rumänien, den Niederlanden und Spanien.
Im März 2015 verzeichnete der Landkreis eine Arbeitslosenquote von 5,5 Prozent (3.791 Personen).
Die Entwicklung der Einwohnerzahl, bezogen auf das heutige Gebiet des Landkreises Altenkirchen, die Werte von 1871 bis 1987 beruhen auf Volkszählungen. Von 1990 an ist jeweils der Stand 31. Dezember aufgeführt, bezogen auf die alleinige bzw. Hauptwohnung:
| - 1815: 026.860 - 1835: 035.208 - 1871: 048.653 - 1905: 072.370 - 1939: 090.557 - 1950: 101.099 - 1961: 112.396 | - 1965: 118.109 - 1970: 121.181 - 1975: 122.066 - 1980: 122.618 - 1985: 120.648 - 1987: 120.757 - 1990: 126.489 | - 1995: 134.993 - 2000: 137.223 - 2005: 136.425 - 2010: 131.952 - 2015: 129.171 - 2017: 128.791 - 2022: 131.467 |

### Konfessionsstatistik
Laut der Volkszählung 2011 waren im Jahr 2011 42,1 % römisch-katholisch, 34,0 % der Einwohner evangelisch und 23,8 % waren konfessionslos, gehörten einer anderen Glaubensgemeinschaft an oder machten keine Angabe. Der Anteil der Protestanten und Katholiken an der Gesamtbevölkerung ist seitdem jährlich um 1 Prozentpunkt gesunken. Gemäß dem Zensus 2022 waren im Jahr 2022 34,9 % der Einwohner katholisch, 28,9 % evangelisch, und 36,2 % waren konfessionslos, gehörten einer anderen Glaubensgemeinschaft an oder machten keine Angabe. Ende März 2025 hatten 31,9 % die katholische Konfession und 26,4 % die evangelische. 41,7 % gehörten entweder einer anderen Glaubensgemeinschaft an oder waren konfessionslos.

## Politik

### Kreistag
Der Kreistag des Landkreises Altenkirchen (Westerwald) besteht aus 46 Kreistagsmitgliedern, die bei den Kommunalwahlen am 9. Juni 2024 in einer personalisierten Verhältniswahl gewählt wurden, und dem Landrat als Vorsitzendem.
| Parteien und Wählergemeinschaften | Parteien und Wählergemeinschaften           | % 2024 | Sitze 2024 | % 2019 | Sitze 2019 | % 2014 | Sitze 2014 | % 2009 | Sitze 2009 | % 2004 | Sitze 2004 | % 1999 | Sitze 1999 |
| --------------------------------- | ------------------------------------------- | ------ | ---------- | ------ | ---------- | ------ | ---------- | ------ | ---------- | ------ | ---------- | ------ | ---------- |
| CDU                               | Christlich Demokratische Union Deutschlands | 36,7   | 17         | 35,2   | 16         | 42,9   | 20         | 42,4   | 19         | 51,3   | 24         | 49,8   | 24         |
| SPD                               | Sozialdemokratische Partei Deutschlands     | 21,5   | 10         | 25,0   | 11         | 33,9   | 15         | 30,1   | 14         | 29,2   | 13         | 35,9   | 16         |
| AfD                               | Alternative für Deutschland                 | 15,8   | 8          | 8,6    | 4          | –      | –          | –      | –          | –      | –          | –      | –          |
| FWG                               | Kreisverband der freien Wählergruppen       | 8,4    | 4          | 8,1    | 4          | 7,5    | 3          | 7,6    | 3          | 7,7    | 3          | 6,0    | 2          |
| GRÜNE                             | Bündnis 90/Die Grünen                       | 7,3    | 3          | 13,0   | 6          | 6,9    | 3          | 6,4    | 3          | 5,8    | 3          | 4,1    | 2          |
| FDP                               | Freie Demokratische Partei                  | 5,2    | 2          | 6,5    | 3          | 3,9    | 2          | 9,9    | 5          | 5,9    | 3          | 4,3    | 2          |
| DIE LINKE.                        | DIE LINKE.                                  | 2,3    | 1          | 3,5    | 2          | 3,7    | 2          | 3,6    | 2          | –      | –          | –      | –          |
| WGK                               | Wählergruppe Käppele                        | 2,2    | 1          | –      | –          | –      | –          | –      | –          | –      | –          | –      | –          |
| Volt                              | Volt Deutschland                            | 0,6    | 0          | –      | –          | –      | –          | –      | –          | –      | –          | –      | –          |
| PIRATEN                           | Piratenpartei Deutschland                   | –      | –          | –      | –          | 1,2    | 1          | –      | –          | –      | –          | –      | –          |
| Gesamt                            | Gesamt                                      | 100    | 46         | 100    | 46         | 100    | 46         | 100    | 46         | 100    | 46         | 100    | 46         |
| Wahlbeteiligung                   | Wahlbeteiligung                             | 62,1 % | 62,1 %     | 59,5 % | 59,5 %     | 56,8 % | 56,8 %     | 53,4 % | 53,4 %     | 55,8 % | 55,8 %     | 62,6 % | 62,6 %     |

### Landräte
| - 1816–1844 Wilhelm Koch (1775–1848) - 1845–1851 Jakob von Hilgers (1810–1891) - 1851–1852 Adolf Ernst von Ernsthausen (1827–1894) - 1852–1875 Heinrich Joseph Kampers (1806–1886) - 1876–1882 Johannes Kiesel - 1882–1902 Friedrich Boehm (1834–1906) - 1902–1912 Robert von Görschen (1864–1936) - 1912–1919 Clemens Busch (1879–1966) - 1919–1933 Wilhelm Boden (1890–1961) - 1933–1938 Konrad Gorges (1898–1968) | - 1938–1945 Ernst Ewald Kunckel (1902–1970) - 1945–9999 Wilhelm Boden (April bis Mai 1945) - 1945–1948 Richard Bornheim - 1948–1966 Hanns Sinzig (1901–1992) - 1966–1979 Hermann Krämer (1919–2006) - 1980–1988 Alfred Beth (* 1940) - 1989–1998 Herbert B. Blank (1947–1998) - 1998–2006 Alfred Beth (zweite Amtsperiode) - 2006–2019 Michael Lieber (* 1953) - seit 201999 Peter Enders (* 1959) |

### Landtag und Bundestag
- Der Landkreis Altenkirchen ist aufgeteilt in die Landtagswahlkreise Betzdorf/Kirchen (Sieg) und Altenkirchen (Westerwald). Bei den Landtagswahlen 2011 wurden Josef Rosenbauer (CDU) und Peter Enders (CDU) direkt in den Landtag gewählt. Über die Listenplätze erhielten aus dem Landkreis Altenkirchen Thorsten Wehner (SPD) und Anna Neuhof (Grüne) Sitze im rheinland-pfälzischen Landtag. Bei der Landtagswahl in Rheinland-Pfalz 2016 wurden die Direktmandate von Michael Wäschenbach (CDU) und erneut Peter Enders (CDU) gewonnen. Über die Listenplätze errangen auch Sabine Bätzing-Lichtenthäler (SPD) und erneut Thorsten Wehner (SPD) Mandate. Letzterer legte es bereits zum 1. Dezember 2016 nieder, Nachrücker war Heijo Höfer (SPD). Die Abgeordnete Jessica Weller (CDU) rückte für den ausgeschiedenen Peter Enders nach, der nach seiner Wahl zum Landrat des Kreises Altenkirchen bei der Kommunalwahl im Mai 2019 am 31. August 2019 sein Mandat aufgab. Bei der Landtagswahl in Rheinland-Pfalz 2016 konnten Michael Wäschenbach (CDU) und Matthias Reuber (CDU) die Direktmandate erringen. Über die Landesliste zog erneut Sabine Bätzing-Lichtenthäler (SPD) in den Landtag ein.[11]
- Zusammen mit dem Landkreis Neuwied gehört der Landkreis Altenkirchen zum Bundestagswahlkreis Neuwied. Bei der Bundestagswahl 2021 wurde Erwin Rüddel (CDU) zum vierten Mal in Folge direkt in den Bundestag gewählt. Über ihre Listenplätze wurde aus dem Wahlkreis zudem Martin Diedenhofen (SPD), Andreas Bleck (AfD) und Sandra Weeser (FDP) gewählt.[12]

### Wappen und Flagge

Hissflagge
Knatterflagge

Der Landkreis Altenkirchen (Westerwald) führt ein Wappen und eine Flagge.
| Wappen des Landkreises Altenkirchen (Westerwald) | Blasonierung: „Gespalten durch eine eingebogene silberne Spitze, darin ein durchgehendes, von Schwarz und Rot geschliffenes Kreuz, vorne in Rot ein doppelschweifiger, herschauender, blau bewehrter goldener Löwe, hinten in Gold ein aufrechter schwarzer Maueranker.“ |
| Wappen des Landkreises Altenkirchen (Westerwald) | Wappenbegründung: Der Löwe steht für die Grafschaft Sayn, der Maueranker für die Herren von Wildenburg und das zweifarbige Kreuz für die beiden Kurfürstentümer Köln (Schwarz) und Trier (Rot). Das Wappen wurde per 11. Dezember 1967 genehmigt.                        |

## Verkehr
Durch das Kreisgebiet führt im äußersten Südwesten die Bundesautobahn 3 Frankfurt–Köln mit der Abfahrt Neuwied/Altenkirchen in der Ortslage Willroth. Etwas östlich des Kreisgebiets befindet sich die A 45 Gießen–Dortmund. An deren Anschlussstelle Siegen wird der Landkreis seit Ende 2016 durch die in Mudersbach-Niederschelderhütte endende Hüttentalstraße angebunden. Im Norden führt die A 4 Köln–Olpe vorbei. Der Kreis wird sonst von zahlreichen Bundesstraßen durchquert, darunter die B 8, B 62 und B 256.
Die Cöln-Mindener Eisenbahn-Gesellschaft führte schon 1860 ihre Bahnlinie von Köln im Siegtal aufwärts bis Wissen und ein Jahr später weiter nach Siegen (Siegstrecke). Die Stammstrecke zweigt seit 1861 als Hellertalbahn von Betzdorf über Herdorf Richtung Haiger–Dillenburg ab.
Ein Vierteljahrhundert später erschloss die Preußische Staatsbahn die Seitentäler und den hohen Westerwald: Die Bahnen von Limburg erreichten die Kreisstadt Altenkirchen 1884 über Siershahn (Unterwesterwaldbahn/Holzbachtalbahn) und 1885 über Hachenburg (Oberwesterwaldbahn); der Anschluss zur Strecke im Siegtal bei Au folgte 1887.
Seit 2015 besteht durch die RB90 eine Verbindung zwischen Oberwesterwaldbahn und Siegstrecke, die Westerwald-Sieg-Bahn verkehrt aus Richtung Limburg kommend ab Au weiter nach Siegen Hbf mit Halt in Wissen, Betzdorf und Kirchen.
Von Betzdorf nach Daaden wurde 1885/86 eine Stichbahn eröffnet, 1887/88 folgte die Querverbindung von Kirchen nach Freudenberg, später bis Olpe (1907) und 1890 kam die Wissertalbahn von Wissen nach Morsbach hinzu. Schließlich fand die Kasbachtalbahn von Linz am Rhein in Flammersfeld Anschluss an die Linie Siershahn–Altenkirchen.
Das Gebhardshainer Land erschloss der Kreis Altenkirchen selbst durch die 1913 eröffnete und später immer wieder erweiterte „Kreis-Kleinbahn Scheuerfeld-Nauroth“, die als Westerwaldbahn des Kreises Altenkirchen GmbH noch heute besteht und den Verkehr auf der Staatsbahnstrecke von Betzdorf nach Daaden (Daadetalbahn) sowie der Hellertalbahn übernommen hat.
In Herdorf beginnt seit 1907/08 die heute zur KSW Kreisbahn Siegen-Wittgenstein GmbH gehörende Freien Grunder Eisenbahn.
Der Personenverkehr wurde auf mehreren Nebenbahnen mit einer Gesamtlänge von 78 km zwischen 1945 und 1984 eingestellt:
- 1945: Morsbach – Wisserhof – Wissen 6 km, Neustadt – Peterslahr – Flammersfeld 10 km, Weitefeld – Emmerzhausen – Flugplatz Lippe, 13 km
- 1950: Herdorf Nbf. – Salchendorf – Wilden, 1 km (Freien Grunder Eisenbahn)
- 1950/51: Bindweide – Rosenheim – Nauroth, 5 km
- 1957: Elkenroth – Weitefeld, 3 km
- 1960: Scheuerfeld – Bindweide – Elkenroth, 14 km (schrittweise Schließung der ursprünglichen Westerwaldbahn; Güterverkehr bis Weitefeld)
- 1983: Olpe – Oberasdorf – Wehbach – Kirchen, 12 km (südl. Asdorftalbahn)
- 1984: Siershahn – Flammersfeld – Altenkirchen, 14 km (zentrales Teilstück der Bahnstrecke Engers–Au)

Es verblieben 63 km für den Personenverkehr, also weniger als die Hälfte des vorherigen Netzes.
Seit 1. August 2002 wird der Tarif des Verkehrsverbundes Rhein-Sieg (VRS) als Übergangstarif auf allen Schienenstrecken im Landkreis Altenkirchen angewendet, wenn der Start- oder Zielbahnhof im Gebiet des VRS liegt. Aus den Verbandsgemeinden Wissen, Betzdorf, Daaden und Kirchen sowie aus der Stadt Herdorf sind auf den Schienenstrecken sowie auf einzelnen Buslinien Fahrten zum Westfalentarif in ausgewählte Städte im Kreis Siegen-Wittgenstein möglich; aus der VG Kirchen sind darüber hinaus Fahrten über Freudenberg in den Kreis Olpe zulässig. Am 1. Januar 2009 ist der Landkreis Altenkirchen dem Verkehrsverbund Rhein-Mosel (VRM) beigetreten. Für Fahrten innerhalb der Kreisgrenzen und beispielsweise auch in den Nachbarkreis Neuwied gelten seitdem dessen Ticketpreise.
Die Martin Becker GmbH sowie die Westerwaldbus GmbH erbringen die meisten Verkehrsleistungen im Regionalbusverkehr im Landkreis.
Der Marienwanderweg verbindet die Abtei Marienstatt mit dem ehemaligen Kloster Marienthal in Seelbach bei Hamm an der Sieg.

## Verbands- und Ortsgemeinden
Der Landkreis Altenkirchen (Westerwald) umfasst 119 Ortsgemeinden, die sechs Verbandsgemeinden zugehörig sind. Die größte Stadt ist Betzdorf mit 10.363 Einwohnern, die kleinste Ortsgemeinde ist Eulenberg mit 52 Einwohnern. Im Folgenden sind die Verbandsgemeinden mit ihren verbandsangehörigen Ortsgemeinden und Städte sowie Einwohnerzahlen per 31. Dezember 2024 aufgelistet. (Die Verwaltungssitze der Verbandsgemeinden sind mit einem Stern markiert. Die Auflistung erfolgt alphabetisch nach den Verbandsgemeinden.)
| Ortsgemeinde                               | Einwohner                                  |
| Verbandsgemeinde Altenkirchen-Flammersfeld | Verbandsgemeinde Altenkirchen-Flammersfeld |
| ------------------------------------------ | ------------------------------------------ |
| Almersbach                                 | 402                                        |
| Altenkirchen (Westerwald), Stadt *         | 6.758                                      |
| Bachenberg                                 | 94                                         |
| Berod bei Hachenburg                       | 616                                        |
| Berzhausen                                 | 196                                        |
| Birnbach                                   | 661                                        |
| Bürdenbach                                 | 613                                        |
| Burglahr                                   | 493                                        |
| Busenhausen                                | 352                                        |
| Eichelhardt                                | 514                                        |
| Eichen                                     | 536                                        |
| Ersfeld                                    | 77                                         |
| Eulenberg                                  | 52                                         |
| Fiersbach                                  | 286                                        |
| Flammersfeld                               | 1.418                                      |
| Fluterschen                                | 642                                        |
| Forstmehren                                | 164                                        |
| Gieleroth                                  | 676                                        |
| Giershausen                                | 101                                        |
| Güllesheim                                 | 758                                        |
| Hasselbach                                 | 317                                        |
| Helmenzen                                  | 936                                        |
| Helmeroth                                  | 217                                        |
| Hemmelzen                                  | 282                                        |
| Heupelzen                                  | 251                                        |
| Hilgenroth                                 | 298                                        |
| Hirz-Maulsbach                             | 310                                        |
| Horhausen (Westerwald)                     | 2.156                                      |
| Idelberg                                   | 62                                         |
| Ingelbach                                  | 495                                        |
| Isert                                      | 108                                        |
| Kescheid                                   | 128                                        |
| Kettenhausen                               | 340                                        |
| Kircheib                                   | 581                                        |
| Kraam                                      | 161                                        |
| Krunkel                                    | 588                                        |
| Mammelzen                                  | 1.031                                      |
| Mehren                                     | 465                                        |
| Michelbach (Westerwald)                    | 550                                        |
| Neitersen                                  | 1.077                                      |
| Niedersteinebach                           | 204                                        |
| Obererbach (Westerwald)                    | 547                                        |
| Oberirsen                                  | 608                                        |
| Oberlahr                                   | 772                                        |
| Obersteinebach                             | 233                                        |
| Oberwambach                                | 426                                        |
| Ölsen                                      | 80                                         |
| Orfgen                                     | 233                                        |
| Peterslahr                                 | 327                                        |
| Pleckhausen                                | 836                                        |
| Racksen                                    | 138                                        |
| Reiferscheid                               | 441                                        |
| Rettersen                                  | 363                                        |
| Rott                                       | 398                                        |
| Schöneberg                                 | 421                                        |
| Schürdt                                    | 291                                        |
| Seelbach (Westerwald)                      | 281                                        |
| Seifen                                     | 126                                        |
| Sörth                                      | 260                                        |
| Stürzelbach                                | 222                                        |
| Volkerzen                                  | 71                                         |
| Walterschen                                | 157                                        |
| Werkhausen                                 | 226                                        |
| Weyerbusch                                 | 1.516                                      |
| Willroth                                   | 991                                        |
| Wölmersen                                  | 372                                        |
| Ziegenhain                                 | 163                                        |

| Ortsgemeinde                           | Einwohner                              |
| Verbandsgemeinde Betzdorf-Gebhardshain | Verbandsgemeinde Betzdorf-Gebhardshain |
| -------------------------------------- | -------------------------------------- |
| Alsdorf                                | 1.479                                  |
| Betzdorf, Stadt *                      | 10.363                                 |
| Dickendorf                             | 362                                    |
| Elben                                  | 342                                    |
| Elkenroth                              | 1.807                                  |
| Fensdorf                               | 382                                    |
| Gebhardshain                           | 1.852                                  |
| Grünebach                              | 520                                    |
| Kausen                                 | 781                                    |
| Malberg                                | 1.056                                  |
| Molzhain                               | 536                                    |
| Nauroth                                | 1.228                                  |
| Rosenheim (Landkreis Altenkirchen)     | 753                                    |
| Scheuerfeld                            | 2.088                                  |
| Steinebach/Sieg                        | 1.313                                  |
| Steineroth                             | 540                                    |
| Wallmenroth                            | 1.186                                  |
| Verbandsgemeinde Daaden-Herdorf        |                                        |
| Daaden, Stadt *                        | 4.280                                  |
| Derschen                               | 1.012                                  |
| Emmerzhausen                           | 674                                    |
| Friedewald                             | 1.097                                  |
| Herdorf, Stadt                         | 6.508                                  |
| Mauden                                 | 124                                    |
| Niederdreisbach                        | 859                                    |
| Nisterberg                             | 369                                    |
| Schutzbach                             | 364                                    |
| Weitefeld                              | 2.332                                  |
| Verbandsgemeinde Hamm (Sieg)           |                                        |
| Birkenbeul                             | 430                                    |
| Bitzen                                 | 787                                    |
| Breitscheidt                           | 1.020                                  |
| Bruchertseifen                         | 794                                    |
| Etzbach                                | 1.328                                  |
| Forst                                  | 615                                    |
| Fürthen                                | 1.220                                  |
| Hamm (Sieg) *                          | 3.851                                  |
| Niederirsen                            | 93                                     |
| Pracht                                 | 1.480                                  |
| Roth                                   | 1.567                                  |
| Seelbach bei Hamm (Sieg)               | 128                                    |
| Verbandsgemeinde Kirchen (Sieg)        |                                        |
| Brachbach                              | 2.346                                  |
| Friesenhagen                           | 1.607                                  |
| Harbach                                | 526                                    |
| Kirchen (Sieg), Stadt *                | 8.318                                  |
| Mudersbach                             | 5.894                                  |
| Niederfischbach                        | 4.129                                  |
| Verbandsgemeinde Wissen                |                                        |
| Birken-Honigsessen                     | 2.521                                  |
| Hövels                                 | 529                                    |
| Katzwinkel (Sieg)                      | 1.783                                  |
| Mittelhof                              | 1.028                                  |
| Selbach (Sieg)                         | 780                                    |
| Wissen, Stadt *                        | 8.679                                  |

Die folgenden Gemeinden des Landkreises verloren bis heute ihre Eigenständigkeit:
- Ahlbach, am 1. April 1939 zu Flammersfeld
- Amteroth, am 1. April 1939 zu Gieleroth
- Bettgenhausen, am 1. April 1939 zu Seelbach
- Biersdorf, am 7. Juni 1969 zu Daaden
- Bruche, am 1. April 1907 zu Betzdorf
- Dauersberg, am 7. Juni 1969 zu Betzdorf
- Dermbach, 1955 zu Herdorf
- Dieperzen, am 10. Juni 1979 zu Altenkirchen
- Elbergrund, am 7. Juni 1969 zu Wissen
- Epgert, am 1. April 1939 zu Krunkel
- Flögert, am 1. April 1939 zu Helmeroth
- Freusburg, am 7. Juni 1969 zu Kirchen
- Hacksen, am 1. April 1939 zu Obererbach
- Herkersdorf, am 7. Juni 1969 zu Kirchen
- Herpteroth, am 1. April 1939 zu Gieleroth
- Hilkhausen, am 1. April 1969 zu Weyerbusch
- Hirzbach, am 1. August 1902 zu Hirz-Maulsbach
- Hommelsberg, am 7. Juni 1969 zu Malberg
- Huf, am 1. April 1939 zu Horhausen
- Hüttenhofen, am 1. April 1939 zu Mammelzen
- Hüttseifen, am 7. Juni 1969 zu Niederfischbach
- Katzenbach, am 7. Juni 1969 zu Kirchen
- Köttingerhöhe, am 7. Juni 1969 zu Wissen
- Leuzbach, am 1. April 1939 zu Altenkirchen
- Luchert, am 1. April 1939 zu Horhausen
- Marenbach, am 7. Juni 1969 zu Oberirsen
- Maulsbach, am 1. August 1902 zu Hirz-Maulsbach
- Neiterschen, am 7. Juni 1969 zu Neitersen
- Neuenhof, am 1. April 1939 zu Kircheib
- Niederähren, am 1. April 1939 zu Seifen
- Niedererbach, am 1. April 1939 zu Obererbach
- Niederölfen, am 1. Januar 1969 zu Neitersen
- Oberdreisbach, am 7. Juni 1969 zu Weitefeld
- Oberingelbach, am 1. April 1939 zu Niederingelbach
- Obernau, am 1. Januar 2021 zu Neitersen
- Oberölfen, am 1. April 1939 zu Helmenzen
- Offhausen, am 7. Juni 1969 zu Kirchen
- Reuffelbach, am 1. April 1939 zu Mammelzen
- Rimbach, am 7. Juni 1969 zu Oberirsen
- Sassenroth, 1955 zu Herdorf
- Schönstein, am 7. Juni 1969 zu Wissen
- Steineberg, am 7. Juni 1969 zu Malberg
- Strickhausen, am 1. April 1939 zu Berzhausen
- Unterschützen, am 7. Juni 1969 zu Breitscheidt
- Wehbach, 1942 zu Kirchen-Wehbach
- Widderstein, am 1. April 1939 zu Michelbach
- Wingendorf, am 7. Juni 1969 zu Kirchen
- Wissen links der Sieg, am 1. Oktober 1952 zu Wissen
- Wissen rechts der Sieg, am 1. Oktober 1952 zu Wissen

Mehrere Gemeinden wurden umbenannt:
- Birken-Bruchen wurde am 1. August 1978 in Birken-Honigsessen umbenannt.
- Blickhauserhöhe wurde am 1. März 1986 in Mittelhof umbenannt.
- Kirchen-Wehbach (Sieg) wurde am 7. Juni 1969 in Kirchen (Sieg) umbenannt.
- Kotzenroth wurde 1963 in Rosenheim (Landkreis Altenkirchen) umbenannt.
- Niederingelbach wurde 1950 in Ingelbach umbenannt.
- Nochen wurde am 1. Juli 1970 in Katzwinkel (Sieg) umbenannt.

Siehe auch
- Für Listen zu dem Begriff „Gebietsveränderungen“ siehe Gebietsreformen in Rheinland-Pfalz.
- Liste der Ortsteile im Landkreis Altenkirchen (Westerwald)

## Notrufnummern
Im Landkreis Altenkirchen (Westerwald) gelten seit dem 1. November 2008 teilweise neue Notrufnummern. Der Polizei-Notruf 110 ist unverändert geblieben und läuft nach wie vor bei der Polizei in Betzdorf, Altenkirchen (Westerwald), Straßenhaus, Siegen oder Gummersbach auf. Änderungen gab es bei der Notrufnummer 112. Sie ist nun zur integrierten Rettungsleitstelle nach Montabaur geschaltet. Von hier werden alle Feuerwehren sowie die Notärzte und Rettungswagen im Kreisgebiet alarmiert. Die obsolete Servicenummer 19222 vom Deutschen Roten Kreuz hat ausgedient.

## Söhne und Töchter des Kreises
- Friedrich Wilhelm Raiffeisen (* 30. März 1818 in Hamm (Sieg); † 11. März 1888 in Heddesdorf), Sozialreformer (Gründer der Raiffeisenbanken)
- Joseph Höffner (* 24. Dezember 1906 in Horhausen; † 16. Oktober 1987 in Köln), Sozial- und Wirtschaftsethiker, Bischof von Münster, Erzbischof von Köln, Kardinal, Vorsitzender der Deutschen Bischofskonferenz

## Kfz-Kennzeichen
Am 1. Juli 1956 wurde dem Landkreis bei der Einführung der bis heute gültigen Kfz-Kennzeichen das Unterscheidungszeichen AK zugewiesen. Es wird durchgängig bis heute ausgegeben.